# Aéroport de Maribor
L'aéroport de Maribor/Edvard Rusjan (slovène : Letališče Edvarda Rusjana Maribor) (code IATA : MBX • code OACI : LJMB) est un aéroport international à Maribor, en Slovénie. Il s'agit du deuxième aéroport slovène le plus important dans le pays. À cet endroit, l'aéroport a été à des fins sportives depuis 1953, et, en 1976, elle a été complétée pour le trafic international.
En 2008, il a été rebaptisé en honneur au pionnier d'aviation slovène Edvard Rusjan.

## Situation
| \| 20 km1:957 000 \| Maribor Ljubljana Portorož |
| 20 km1:957 000                                  |

Il est situé dans Hoče-Slivnica , qui est éloigné d'environ 10 km au sud de Maribor.

## Compagnies aériennes et destinations
| Compagnies        | Destinations                                                 |
| ----------------- | ------------------------------------------------------------ |
| VLM Airlines      | Belgrade-Nikola-Tesla, Zurich , En saison : Dubrovnik, Split |
| Windrose Airlines | En saison : Dnipro, Kiev-Boryspil                            |

Édité le 22/10/2017